# Hedwig Reinhardt
Hedwig Reinhardt (geboren 21. Februar 1906 in Mannheim; gestorben 26. Januar 2008 in New York) war eine deutsch-amerikanische Ökonomin.

## Leben
Hedwig Reinhardt war Tochter des promovierten Kaufmanns n.n. Reinhardt und der Lili Zimmern, sie hatte den Bruder Georg Reinhardt (1909–2004). Sie besuchte in Mannheim das Gymnasium und studierte 1924 zunächst ein Semester Chemie an der Universität Heidelberg, dann ein Semester Rechts- und Staatswissenschaften und ging dann an die Handelshochschule Mannheim, wo sie 1926 und 1927 zwei Diplomprüfungen ablegte. Danach studierte sie wieder an der Universität Heidelberg und wurde 1929 mit einer Dissertation über Staatsverschuldung promoviert.
Von 1931 bis 1933 war Reinhardt als Gutachterin beim Reichssparkommissar Moritz Saemisch tätig. Über ihre Tätigkeit nach der Machtübernahme durch die Nationalsozialisten liegen keine Angaben vor. Reinhardt emigrierte 1938 zunächst nach Belgien und kam 1939 in die USA. Das Deutsche Reich bürgerte sie, ihre Mutter und ihren Bruder im März 1941 aus, sie erwarb die US-amerikanische Staatsbürgerschaft.
Reinhardt wurde 1941 Instruktorin für Ökonomie und Finanzen am City College (CUNY), 1953 Assistant Professor und 1958 Associate Professor. 1945/46 war sie zwischenzeitlich Research Economist bei der Federal Reserve Bank. 1968 wechselte sie an das Baruch College (CUNY) und wurde dort 1972 Professor of Economy and Finance. Sie wurde 1976 emeritiert. Reinhardt war Mitglied der American Economic Association und der American Finance Association.

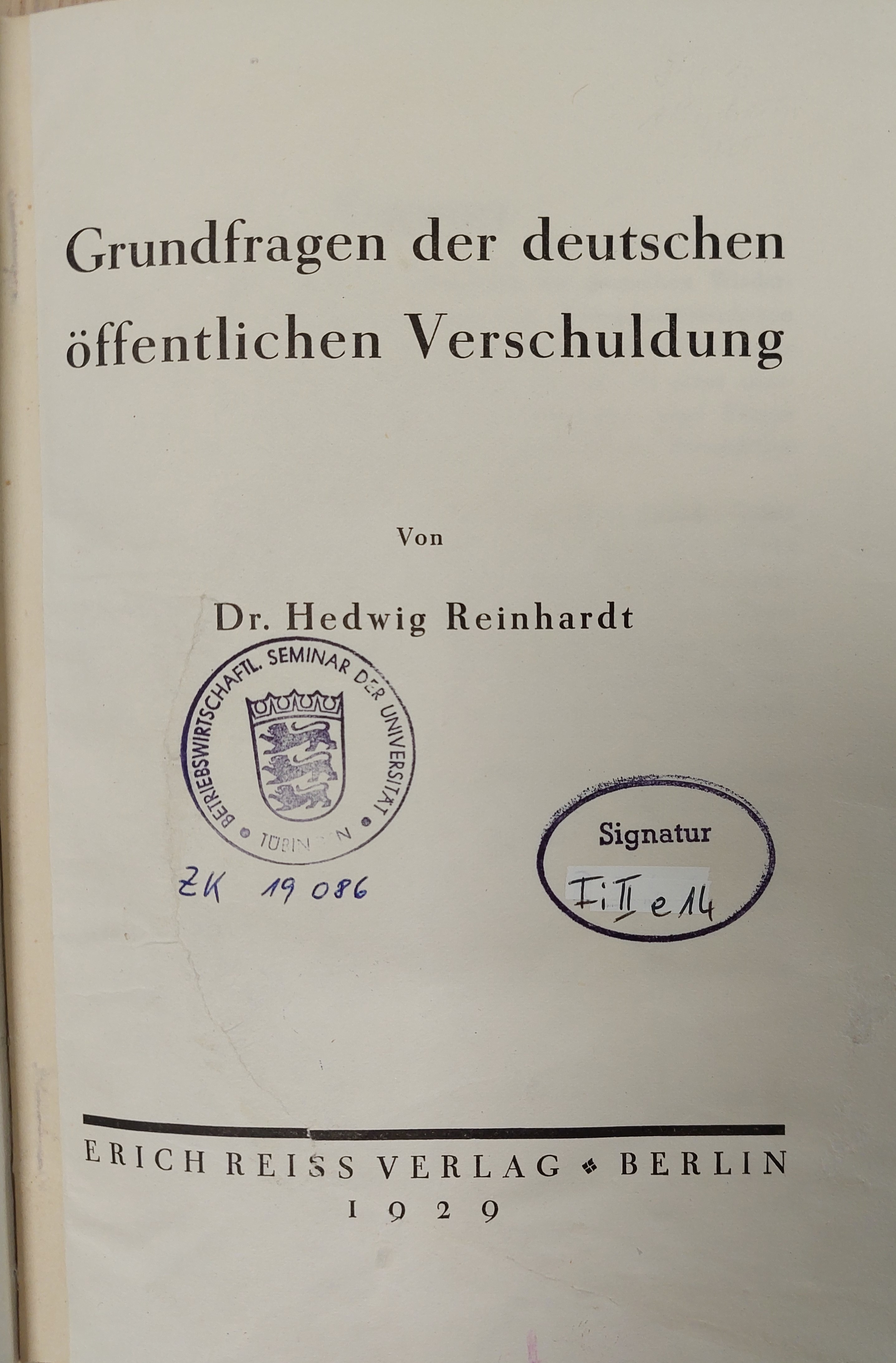
Dissertation (1929)

## Schriften (Auswahl)
- Grundfragen der deutschen öffentlichen Verschuldung. Erich Reiss, Berlin 1929 (Dissertation).
- mit William John Shultz: Credit and collection Management. New York 1947; 2. Auflage 1954; 3. Auflage Prentice-Hall, Englewood Cliffs, N.J. 1960.
- „Formula Plans“ für Wertpapieranlagen, in: Österreichisches Bank-Archiv. 1957, S. 374–379
- Zur volkswirtschaftlichen Bedeutung des Warenkredits in den Vereinigten Staaten, in: Österreichisches Bank-Archiv. 1959, S. 13–22